# Harry C. Triandis
Harry C. Triandis (Patras, 16 de octubre de 1926-Carlsbad, 1 de junio de 2019) fue un profesor emérito del Departamento de Psicología  del Instituto de Relaciones Laborales de la Universidad de Illinois Es considerado el pionero de la psicología intercultural y sus investigaciones se enfocan en los aspectos cognitivos de las actitudes, normas, roles y valores en diferentes culturas.

## Reseña biográfica
Triandis nació en Grecia en 1926 y durante la Segunda Guerra Mundial aprendió cuatro lenguas extranjeras y desarrolló su curiosidad por las diferencias que existen entre culturas. Sus interacciones con miembros de varias culturas europeas, le hicieron darse cuenta de que ellos tenían diferentes maneras de pensar. A sus veinte años se mudó a Canadá donde se graduó de ingeniero en 1951, en la Universidad McGill. En 1954 obtuvo su maestría en comercio en la Universidad de Toronto, en 1958 culminó su doctorado en la Universidad de Cornell en Ithaca, Nueva York. En 1954, descubrió su amor por la psicología razón por la cual decidió volver a su antigua universidad para comenzar sus estudios en esta área. Hizo contribuciones tempranas en el campo de psicología intercultural, entre sus primeros estudios están por ejemplo, Journal of Pesonality and Social Psychology Monographs (1968), The Analysis of Subjective Culture (1972), Interpersonal Behavior (1977) y Personality and Social Psychology Bulletin (1972), entre otros.
Triandis fue presidente de varias sociedades científicas como la Asociación Internacional de Psicología Intercultural (1976), la Sociedad Interamericana de Psicología (1987.1989), la Asociación de Psicología Aplicada (1990-1994), la División 8 y 9 de la Asociación Americana de Psicología en 1977 y 1976 respectivamente. Adicionalmente, Triandis es considerado como uno de los expertos en investigaciones de tipo transcultural en multinacionales, medios de comunicación, programas de educación, entre otros. Con respecto a estos temas publicó un trabajo acerca de las pautas y problemas de comunicación entre empleados de distintas culturas y lenguas que trabajan en multinacionales. Por otro lado, Triandis es un gran exponente en temas de individualismo y colectivismo como lo demuestra su investigación realizada en 2001 titulada Individualism-Collectivism and Personality.

## Trayectoria

### Premio por contribuciones distinguidas al avance internacional de la psicología

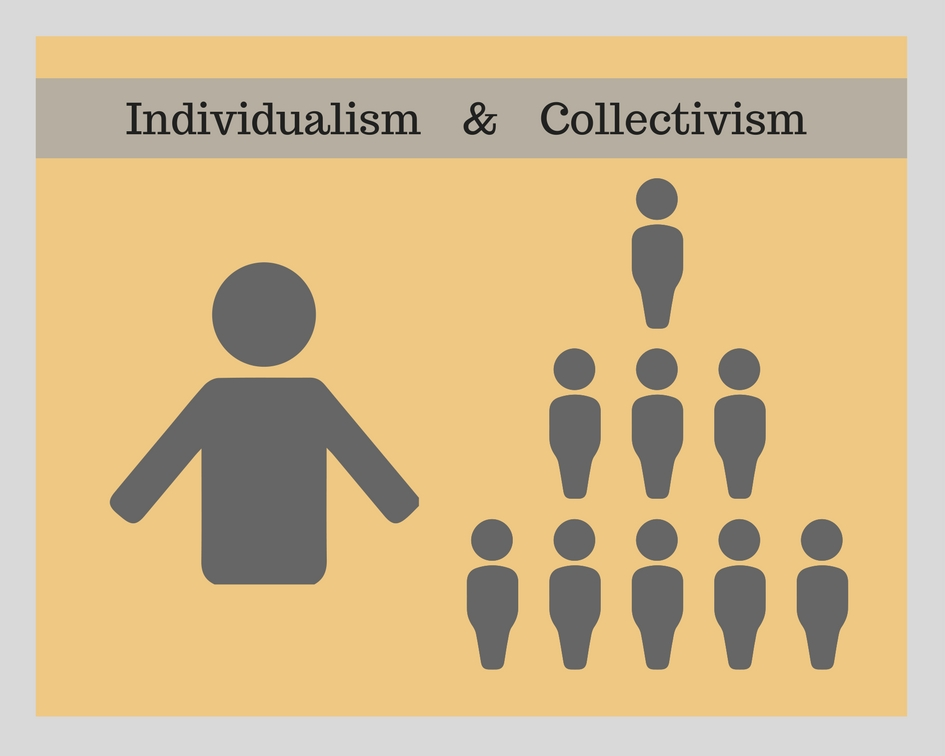
Individualismo & Colectivismo

El Comité de Relaciones Internacionales en Psicología confiere el Premio de contribuciones distinguidas al avance internacional de la psicología a todos quienes hayan realizado contribuciones sostenidas y duraderas a la cooperación internacional y al avance del conocimiento en el campo de la psicología. Los ganadores de 1994 fueron Frances M. Culbertson y Harry C. Triandis por investigaciones enfocadas al comportamiento humano.
El reconocido Psicólogo Harry C. Triandis fue quien estableció la psicología transcultural como una disciplina distinta dentro de la rama de la psicología. Sus logros en este componente internacional del campo psicológico, han incluido importantes innovaciones teóricas y metodológicas, así también como contribuciones educativas y de liderazgo. Triandis recibe el premio y reconocimiento por haber escrito el Manual de Psicología Transcultural de seis volúmenes que fue publicado en 1980 bajo su dirección general. Este manual es ampliamente considerado como un hito importante en el desarrollo de la psicología y se lo asimila  como  un testimonio de su experiencia en este campo y de sus habilidades únicas para poder integrar perspectivas divergentes. Triandis, en el Manual de Psicología Transcultural plantea el análisis de las principales áreas de la Psicología, desde los procesos básicos y del desarrollo hasta la Psicología Social lo que se considera que estos estudios transculturales han puesto de manifiesto el debate sobre la universalidad de la cultura.

### Estudios sobre el individualismo, el colectivismo y la personalidad

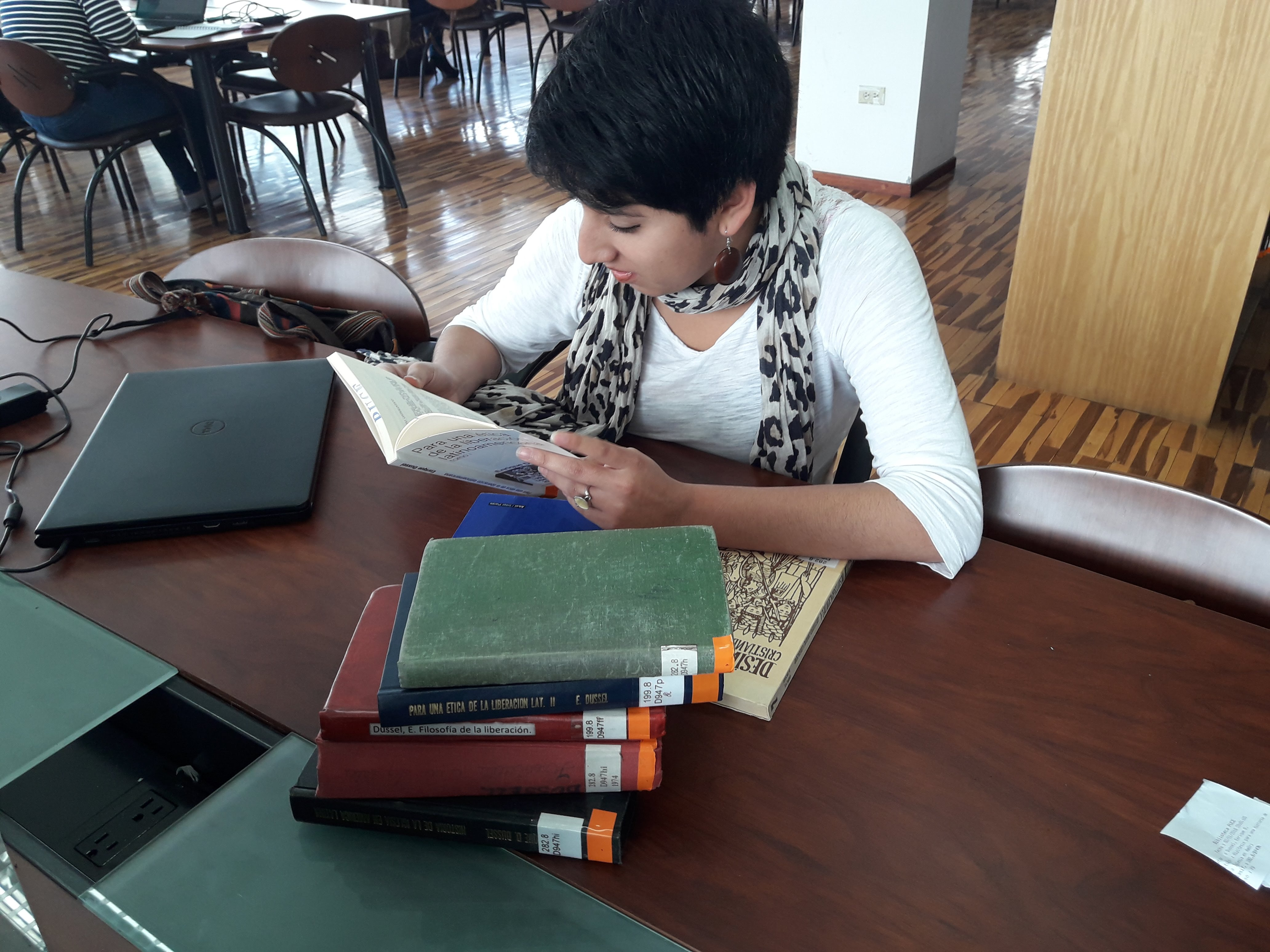
Estudiante trabajando individualmente en una biblioteca

En 2001, Triandis publica el estudio sobre el individualismo-colectivismo y la personalidad. El artículo proporciona una revisión de los principales hallazgos sobre la relación entre los síndromes culturales del individualismo, el colectivismo y la personalidad. Triandis plantea que las personas en culturas colectivistas, comparadas con personas en culturas individualistas, probablemente se definan a sí mismas como aspectos de grupos con el fin de dar prioridad a las metas dentro del grupo, enfocarse más en el contexto que en el contenido al hacer atribuciones, comunicarse de forma efectiva, prestar menos atención a los procesos internos que a los externos como determinantes del comportamiento social, definir la mayoría de las relaciones con los miembros del grupo, hacer más atribuciones situacionales y tienden a ser modestos.

### Del desarrollo de la psicología aplicada en España
El 10 de enero de 1994 se celebró el vigésimo tercer congreso del IAAP o la Asociación Internacional de Psicología Aplicada. Harry, en calidad de presidente del IAAP, comentó que el desarrollo de la psicología española estuvo en auge durante los años 90, lo cual le daba la capacidad de actuar como anfitrión del congreso. Remontándonos a los años 20 y 30, España ya había sido anfitriona de congresos de psicología aplicada, en Barcelona, por ejemplo. Sin embargo, el desarrollo de esta ciencia en la península ibérica quedó estático durante la época de Francisco Franco. «Generalmente la psicología requiere la libertad de pensamiento y, durante el período de Franco, no creíamos que hubiera mucha libertad». (Harry C. Triandis). En adición, es imperante la libertad de expresión y pensamiento en los congresos psicológicos, lo cual ciertos países no aceptan o se cree que no permiten esta libertad de expresarse sin reservas. La convergencia que existe entre la psicología latinoamericana y europea es apreciable y factor importante en el desarrollo de la psicología. El antiguo presidente de la Sociedad Latinoamericana de Psicología, argumenta que la relación existente entre Latinoamérica y Europa es muy estable, y las relaciones creadas en anteriores congresos se mantienen creando mayores temas de discusión manteniendo el background histórico de ambas partes provenientes de ambos continentes.

### De la influencia interpersonal y selección de empleados en dos culturas distintas
En su artículo sobre la influencia interpersonal y selección de empleados en dos culturas distintas, Triandis intenta mostrar que la teoría de la coherencia cognitiva, en el que las decisiones de las personas que son diferentes sobre algunas características, están incorrectamente generalizadas, de modo que son diferentes en todas las características. Lo ejemplifica con ayuda de un experimento en el que se analiza mediante descripciones hipotéticas de solicitantes de empleo, unos griegos buscando trabajo en Estados Unidos, y los otros estadounidenses buscando trabajo en Grecia. De este modo, podemos constatar que los griegos en general dan mayor peso a lo que opinan parientes o familiares cercanos al contrario que los estadounidenses darían más peso a opiniones de desconocidos o vecinos, que no conocen al candidato, argumentado que así es más objetiva la opinión de los mismos.